# Tylanthus comosus
Tylanthus comosus là một loài thực vật có hoa trong họ Táo. Loài này được (Eckl. & Zeyh.) C. Presl miêu tả khoa học đầu tiên năm 1844.